# A.S. Ramat HaSharon
El Ramat HaSharon es un equipo de baloncesto israelí que compite en la National League, la segunda división del país. Tiene su sede en la ciudad de Ramat HaSharon. Disputa sus partidos en el Oranim , con capacidad para 900 espectadores.

## Historia
El club participó por primera vez en la Ligat ha'Al (baloncesto)  en la temporada 1989-90, donde permanece hasta 1992. El club tuvo una segunda oportunidad en la Ligat ha'Al (baloncesto)  entre 2002 y 2006. Su mejor temporada fue en 2003-04 cuando terminaron octavos y se clasificaron para los play-offs, perdiendo por 3-0 ante el Maccabi Tel Aviv .
Tras el descenso al final de la temporada 2005-06, el club se disolvió y empezó en una divisiones inferiores. Al final de la temporada 2008-09 ascendieron a la Liga Artzit. Volvieron a la National League en 2013 después de haber quedado campeones de su grupo en la Liga Artzit.

## Posiciones en Liga
- 2005 - (10)
- 2006 - (11-1)
- 2007 - (3)
- 2011 - (5-Artzit)
- 2012 - (2-Artzit)
- 2013 - (1-Artzit)
- 2014 - (10-Nat)
- 2015 - (12-Nat)

## Palmarés
- Artzit League:
  - Campeón Grupo Sur (1): 2012-13

## Jugadores destacados
| - Zhivago Nicolls - Rowan Barrett - Boyd Derret - Bojan Lapov - Leho Kraav - Niv Berkowitz - Erez Markovitz - Itamar Mor - Moran Roth - Joshua Alexander - Chad Austin - Keion Bell - Brad Bisson - J'Nathan Bullock - Kyle Cain - Donminic Ellison | - Al Faux - Nate Fox - Lorenzo Gordon - Matt Greene - Marcus Hatten - Brandun Hughes - Kenny Lawson - Chad McClendon - Albert Mouring - Sonique Nixon - John Oden - Brendan Plavich - Donald Rutherford - Jesse Salters - Martin Samarco - Damont Simmons | - Kip Stone - Larry Terry - Jeremy Veal - Jesse Winter - Afik Nissim - Jonathan Shtarkman - Jonathan Skjoldebrand - Darrell Waters - Fred Campbell - Cory Carr - Andrew Fogel - Mark Karver - Ryan Lexer - Jerry Simon - David Logan |